# الحب المدمر (فلم)
الحب المدمر (بالإنجليزية: Love Wrecked) وعرف أيضاً باسم جزيرة الإغراء (بالإنجليزية: Temptation Island) هو فيلم مغامرات رومانسي كوميدي تم إنتاجه في سنة 2005 وهو من إخراج راندال كلايزر وبطولة أماندا بينز وكريس كارماك وجوناثان بينيت وجايمي لين شيغلر، قصة الفيلم تتكلم عن فتاة معجبة بمغني روك وتحاول إيقاعه بحبها بعد تخدعه وتحجزه في جزيرة في البحر الكاريبي. قامت كل من شركة ميديا 8 إنترتاينمنت و شركة وينشتاين وثم قامت قناة أي بي سي للعائلة بشراء حقوقه وتم عرضه في 21 يناير 2007.

## القصة
قصة الفيلم تتكلم عن فتاة شابة اسمها جيني تايلور (أماندا بينز) معجبة بمغني الروك اسمه جيسون ماسترز (كريس كارماك) تقابله في إحدى سفراتها السياحية لإحدى الجزر في البحر الكاريبي، فتقوم جيني تايلور بالتخطيط لإيقاع جيسون ماسترز بحبها ويساعدها في ذلك صديقها المقرب راين (جوناثان بينيت) وألذي يحبها سراً، فتقوم بجلبه لإحدى المناطق النائية والبعيدة عن السكن يصاب برجله فيضطر للبقاء بينما تقوم هي بخداعه أنه موجود في جزيرة لا يسكنها أي شخص، بعد ذلك تكتشف فتاة أخرى معجبة بكريس اسمها أليكسس (جايمي لين شيغلر) وجود كريس في الجزيرة فتنضم إلى لعبة جيني في خداع جيمي وثم تتنافس مع جيني لكي تكسب حب كريس.

## البطولة
- أماندا بينز بدور جيني تايلور
- كريس كارماك بدور جيسون ماسترز
- جوناثان بينيت بدور راين صديق جيني
- جايمي لين شيغلر بدور أليكسس مينيتي
- فريد ويلارد بدور بين تايلور والد جيني
- لانس باس بدور دان صديق لجيسون ماسترز
- ألفونسو ريبيرو بدور برينت هيرنانديز مدير أعمال جيني ماسترز
- كاثي غريفين بدور بيليندا
- ليوناردو كويستا بدور غايل

## العرض
قام المخرج بقطع العديد من المشاهد التي صورها في جمهورية الدومينيكان وتم تعديل الفيلم في الفترة ما بين 2005 و2007. في سنة 2007 تم رفع الفيلم على أشرطة الدي الفي الدي وقد حاز الفيلم فور صدوره على رابع أعلى مبيعات الدي في دي للأفلام، فيما حاز على سادس أعلى المبيعات في المملكة المتحدة، وقد حصد أرباح من هناك مقدارها 600,000 جنية إسترليني.

## الردود
حاز فيلم الحب المدمر على تفاعلات قليلة، على موقع الطماطم الفاسدة حاز على 17% انتقاد إيجابي بناءاً على 6 مشاهدات، الناقد كريستوفر نل أعطى الفيلم درجة نجمتين من 5 نجوم وذكر أن بينز أدت دور جميل وكان الأفضل لها. فيما ذكر الناقد براين أورندورف أن الفيلم كان سيكون سئ لولا مشاركة أماندا بينز بحيويتها في الفيلم مما جعله ينجح.

## وصلات خارجية
- مقالات تستعمل روابط فنية بلا صلة مع ويكي بيانات

- الحب المدمر على قاعدة بيانات الأفلام على الإنترنت
- الحب المدمر على موقع الطماطم الفاسدة
- الحب المدمر على بوكس أوفيس موجو

لا توجد روابط لمواقع التواصل الاجتماعي.